# 温蒂妮号小巡洋舰
温蒂妮号是德意志帝国所建造的十艘瞪羚级小巡洋舰的最终成员，以德国神话精灵温蒂妮命名。它由基尔的霍瓦兹船厂承建，于1901年开始龙骨架设、1902年12月下水、至1904年1月投入舰队使用。其主舰炮包括有十门105毫米40倍径速射炮和两具450毫米鱼雷发射管，最高速度可达21.5节。
温蒂妮号在德国舰队最初是作为炮手的炮术教练船使用。1905年11月，它在基尔的演习期间意外撞沉了鱼雷艇S126号；共造成33人丧生。当第一次世界大战于1914年8月爆发时，温蒂妮号被部署至波罗的海担任岸防舰。它于1915年11月7日遭到英国潜艇E19号的袭击，并被两枚鱼雷击中，其中第二枚引爆了该舰的弹药舱。温蒂妮号爆炸并沉没，但仅14人在袭击中丧生。

## 建造

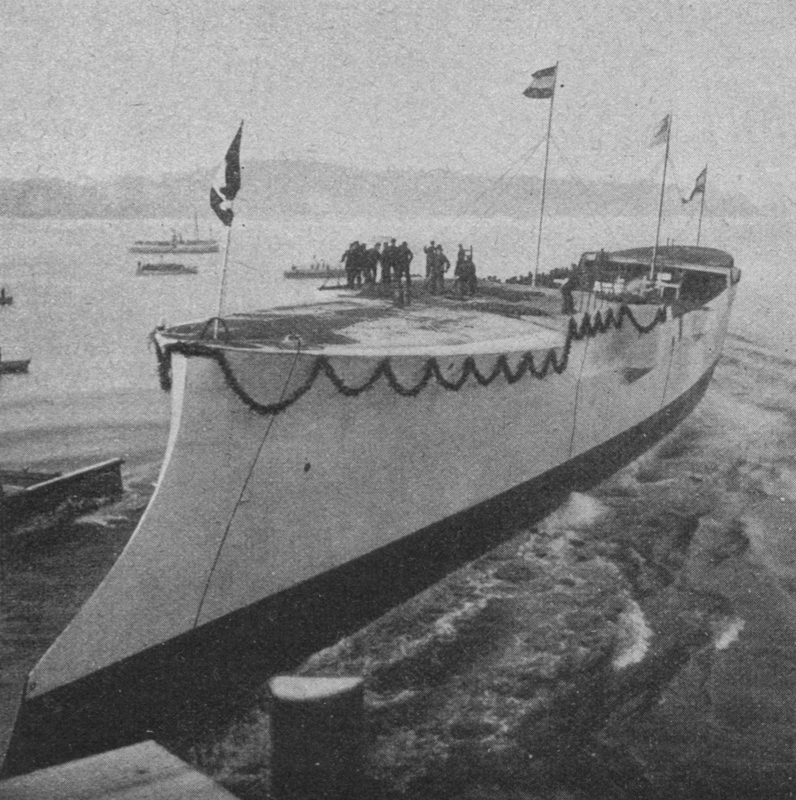
温蒂妮号的下水仪式

温蒂妮号是根据合同代号“J”作为新增编入舰队的单位订购，并于1901年在基尔的霍瓦兹船厂开始架设龙骨。它于1902年12月11日下水，之后展开舾装工作。作为新造巡洋舰的资助方，德国舰队协会总裁奥托二世在下水仪式上发表了演讲，并由其妻子罗莎主持为舰只命名，以纪念1884年在亚默湾触礁的同名双桅横帆船。1904年1月5日，舰只正式投入演习舰队（Übungsflotte，即公海舰队前身）使用。
温蒂妮号的全长为105（344英尺6英寸），有12.4（40英尺8英寸）的舷宽和4.81（15英尺9英寸）的前吃水。在满载情况下，舰只的排水量可达3,112公噸（3,063長噸）。其推进系统由两台三胀式蒸汽机组成，它们的额定功率为8,000匹軸馬力（6,000千瓦特），最高速度达21.5節（39.8每小時）。发动机由八台燃煤船用式水管锅炉提供动力。温蒂妮号可携带700公噸（690長噸）煤，故此得以12節（22每小時）的速度续航4,400海里（8,100）。舰只的标准船员编制则为14名军官及256名水兵。
温蒂妮号的武器由十门单装105毫米40倍径速射炮组成。其中两门并排布置在艏艛前方，六门设于舰舯、每边各三门，以及两门并排布置在舰艉。这些炮支的射程为12,200（13,300碼）。它们共提供1500发弹药，其中每炮150发。舰只还配备有两具450（17.7英寸）的鱼雷管及五枚鱼雷，均浸没舷侧的船体内。温蒂妮号还受到20至25（0.79至0.98英寸）厚的装甲甲板保护，司令塔的侧面有80（3.1英寸）厚、炮支的炮挡厚度也有50（2.0英寸）。

## 服役历史
入役后，温蒂妮号于1904年1月5日被分配至教练分舰队，以取代老式巡洋护卫舰卡罗拉号担任炮术教练船。1905年11月17日夜晚，温蒂妮在基尔外围进行演习期间与鱼雷艇S126号相撞。当时S26号正跟随所属的第四鱼雷艇区舰队对温蒂妮号展开模拟夜间袭击。后者本以关灯航行，但当鱼雷艇接近时，温蒂妮突然点亮探照灯，使得S126号船员无法目视。鱼雷艇遂无意间驶至温蒂妮号前侧，遭到了后者的撞击。鱼雷艇被撞成两截，锅炉舱迅速水浸并导致锅炉爆炸后沉没。S126号舰上的1名军官及32名水兵在事故中丧生，仅17人获救。
自1908年7月1日起，温蒂妮号被转移至松德堡的炮兵学校。在那里，它每年都会分离前往公海舰队参加年度演习。1910年5月10日，搭载有300名乘客的蒸汽船北极星号（Nordstern）因发动机故障而遇险，正驶向松德堡途中的温蒂妮号遂前往救援，并将蒸汽船安全拖至基尔。在1910年9－10月，由于损耗严重，温蒂妮号不得不在但泽帝国船厂进行维修。随后，它被重新分配至教练分舰队。在1912年1月至2月期间，温蒂妮号如同舰队的其它成员一样被用作破冰船，因波罗的海西部的海面结冰严重。温蒂妮号于同年7月12日在但泽撤出现役。其炮术训练船的职责由小巡洋舰奥格斯堡号入替，后者还接收了温蒂妮号的原有船员。温蒂妮号在但泽帝国船厂接受了一次大修，然后被编入预备役第二支队。
当第一次世界大战于1914年8月爆发后，温蒂妮号被部署至波罗的海担任岸防舰。1915年11月7日，英国E19号潜艇在海军少校弗朗西斯·克罗米的指挥下，对正在阿科纳海岬北部航行的温蒂妮号及两艘护航驱逐舰发动了袭击。E19号在1,000（3,300英尺）的范围内向温蒂妮号发射了两枚鱼雷，均取得命中。其中第二枚鱼雷引爆了温蒂妮号的弹药舱，炸毁了舰只。温蒂妮号于13:08迅速沉没，但仅有14名船员在袭击中遇难——其余大多数船员都被护航驱逐舰救出。这次事件是继大巡洋舰阿达尔贝特亲王号沉没之后，两周内所发生的第二起舰只损毁。这两次损失迫使德国海军在当年余下的时间内减少了在波罗的海的舰队活动。温蒂妮号的残骸直至1999年，才由瑞典海军在一次演习时偶然发现，它位于吕根岛北部卡德特林内海域的水下48（157英尺）处。